# The New York Times Magazine
The New York Times Magazine este un supliment duminical al ziarului american The New York Times.